# Max Velthuijs

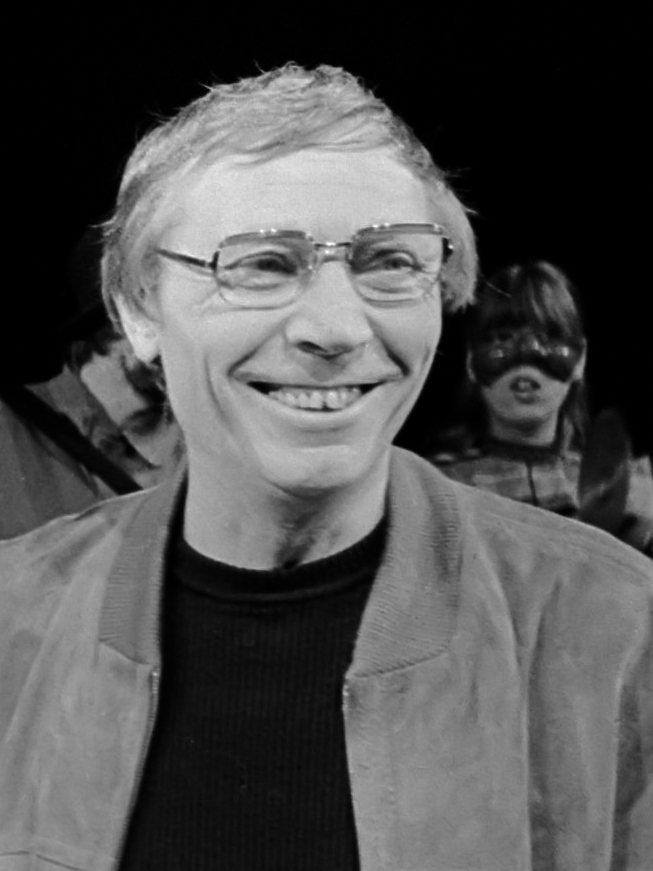
Max Velthuijs

Max Velthuijs (* 22. Mai 1923 in Den Haag; † 25. Januar 2005 ebenda) war ein niederländischer Autor und Zeichner von Kinderbüchern.

## Leben
Max Velthuijs studierte Grafikdesign an der Academie voor Beeldende Kunsten in Arnheim. Danach war er lange Zeit in der Werbung tätig. Ab 1962 schuf er seine ersten Illustrationen für Kinderbücher.
Velthuijs hatte seinen nationalen und später auch internationalen Durchbruch mit seinen preisgekrönten Büchern über den Kikker (deutsch: Frosch). Sein erstes Froschbuch, das 1989 erschien, wurde in 27 Sprachen übersetzt. Danach folgten noch viele Abenteuer von Frosch und seinen Freunden. Einige dieser Bücher wurden ebenfalls mit Literaturpreisen ausgezeichnet.

## Preise
- Goldener Pinsel für das beste niederländische Kinderbuch des Jahres:
  - 1977 für seine Illustrationen zu Het goedige monster en de rover
  - 1986 für Klein mannetje vindt het geluk
- 1995 Hans Christian Andersen Award

## Werke
- Het goedige monster en de rover (deutsch: Das gutherzige Ungeheuer. ISBN 3-85825-133-X)
- Klein mannetje vindt het geluk (deutsch: Klein-Mannchen findet das Glück. ISBN 3-85825-237-9)
- Kikker is verliefd (deutsch: Frosch ist verliebt. ISBN 3-7941-5036-8)